# HMS Ruby (1776)
HMS Ruby (1776) — 64-пушечный линейный корабль 3 ранга Королевского флота. Принадлежал к типу Intrepid сэра Джона Уильямса.

## Постройка
Заказан 30 ноября 1769. Спущен на воду 26 ноября 1776 на королевской верфи в Вулвиче.

## Служба
20 октября 1782 участвовал в бою у мыса Спартель.
В бою 6 декабря 1782 захватил французский 64-пушечный линейный корабль Solitaire. В ходе боя на HMS Ruby были ранены двое. За эту победу капитан Джон Коллинз (англ. John Collins) получил рыцарство.
В 1794 во время Славного первого июня состоял в эскадре адмирала Монтагю. Капитан — сэр Ричард Бикертон (англ. Sir Richard Bickerton).
В 1807 году участвовал в бомбардировке Копенгагена. Капитан — Джон Дрейпер (англ. John Draper).
С 1813 года — плавучая казарма. Разобран в 1821 году.